# Raja Shehadeh
Raja Shehadeh (Arabisch: رجا شحادة) (Ramallah, 1951) is een Palestijns jurist, vredesactivist en schrijver. Hij woont in Ramallah, waar hij ook geboren is.

## Biografie
Raja Shehadeh werd in een christen-Palestijnse familie geboren. In 1948 waren zijn ouders uit Jaffa gevlucht naar hun vakantiehuis in Ramallah. Zijn vader, Aziz Shehadeh, was als advocaat werkzaam en vredesactivist. Hij stond al tamelijk vroeg een twee-staten-oplossing voor. Hij zou in 1985 zijn vermoord door een Palestijn, maar deze zaak is nooit opgehelderd. Een grootvader, Saleem, was rechter geweest in Palestina ten tijde van het Britse Mandaatgebied Palestina.
Shehadeh ziet zichzelf als samid, van het Arabische woord 'sumud/soemoed' dat standvastigheid betekent. Het betekent voor hem: de standvastige die blijft (in het land Palestina).

##### Jurist
Raja trad in hun voetspoor en ging rechten studeren in Beiroet en Londen.
Als advocaat stond hij volksgenoten bij voor Israëlische rechtsbanken. Gesteund door zijn vader verzamelde en bestudeerde hij de vele honderden militaire orders waarmee bezetter Israël (o.a.) de Westelijke Jordaanoever bestuurt.
Samen met twee anderen richtte hij in 1979 de mensenrechtenorganisatie "Al-Haq" op, gelieerd aan de Internationale Commissie van Juristen.

##### Schrijver
Zijn werk als advocaat was moeilijk en emotioneel belastend. Gaandeweg nam het schrijverschap een steeds belangrijkere plaats in. Als schrijver kon hij niet alleen zijn levenservaringen beschrijven en Palestina en het Palestijnse leven 'doorgeven', maar ook werken aan vrede ('de derde weg') en emoties verwerken. Hij schreef vele boeken over mensenrechten en de Israëlische bezetting.

## Prijs
In 2008 ontving hij voor zijn boek 'Palestinian Walks: Notes on a Vanishing Landscape' de 'Orwell Prize for Books', de meest prestigieuze prijs voor politiek-schrijven in Groot-Brittannië. Deze wordt jaarlijks toegekend aan het boek dat het dichtst bij George Orwell's  ambitie staat, nl. politiek schrijven maken tot een kunst.

## Publicaties
- Vreemdelingen in het huis (2002)[4]
- When the Bulbul stopped singing  (2003)[5]
- Palestinian Walks: Forays into a vanishing landscape(2007)[6], (2e edition published as Palestinian Walks: Notes on a Vanishing Landscape, 2008)[7]
- A Rift In Time: Travels With My Ottoman Uncle (2010)
- Occupation Diaries (2012)
- Language of War, Language of Peace (2015)[8]
- Going Home. A Walk Through Fifty Years of Occupation (2019)